# 名古屋市交通局3000形電車 (鉄道)
名古屋市交通局3000形電車（なごやしこうつうきょく3000がたでんしゃ）は、1977年（昭和52年）から2023年（令和5年）まで鶴舞線で使用されていた名古屋市交通局（名古屋市営地下鉄）の通勤形電車である。
鶴舞線のほか、名古屋鉄道の犬山線・豊田線・三河線へ直通運転を行っていた。

## 概要
鶴舞線開業時に4両編成9本（36両）が竣工し、八事 - 赤池間および伏見 - 浄心 - 庄内緑地公園間各延伸開業分として4両組成14本（56両）が増備された。
両数は1993年（平成5年）8月11日まで4両編成であったが、12日からは6両編成に組成変更した。また、余剰となった2両は新造の3050形3159編成に組み込まれた。

## 車両概説
名古屋市営地下鉄の車両で初めて冷房装置を搭載し、電機子チョッパ制御とセミステンレス車体と2連窓と固定窓と7人掛け座席を採用し、荷物棚が全座席上部、蛍光灯が天井に設置され、つり革が客用ドア付近に増設された。
従来の名古屋市営地下鉄では長さ15.5 m × 幅2.5 m × 高さ3.4 mが車両の標準寸法となっていたのに対し、本形式は両開きの客用ドアを片側あたり4箇所に配した標準的な20 m級通勤形車両（全長19.3 m）であり、車体全高および室内高（平天井構造）の寸法も一般的なものとなっており、同じ目的で同時期に製造された名鉄100系よりも高い。全幅も外板間は2740 mm、最大幅当初は2805 mmで、地方鉄道車両定規を超えていた（現在は2746 mm）。全長がJRなどの20 m車よりも200 mm短い関係で、客用ドア間隔も50 mm短く、客用ドア間座席の1人当り占有幅は443 mmとなっている。これは桜通線6000形、3050形や名鉄100系についても同様である。また、運転台の平面窓ガラス構成のパノラミックウインドウや客室窓の天地が小さめで、幕板の広い側面見付けに名鉄の影響が窺えるほか、本形式からは名古屋市営地下鉄のシンボルマークが正面上段に入るようになった。また、方向幕は落成当初は白地に黒文字のものが用いられていたが、1980年代に交換され、更に犬山線直通開始時に犬山線内の行先と急行表示が追加された。普通運用時の幕は種別は記されず、黒地に白文字で行先とそのローマ字のみであるが、急行運用時は左側に急と漢字単体で記されるほか、青地に白文字の幕となっている。
制御装置は1C8M方式で、容量1,800 kW、合成周波数486 Hzである。主電動機の定格値は端子電圧375 V、電流395 A、出力135 kW、定格回転数1,960 rpm（80%界磁）、最弱め界磁率39%である。最長編成をMT比6M2Tの8両編成と設定したため、大出力の主電動機を採用した。
名鉄豊田線（当時豊田新線）との相互直通運転のため、保安装置は鶴舞線内での車内信号式ATCに加え、名鉄線内でのM式ATSも搭載している。
車内放送には自動放送装置を採用し、当初は名鉄線内の自動放送に対応していなかったが、犬山線乗り入れに前後して名鉄線内でも使用されるようになった。また、名鉄線対応設備として中間車にも車掌スイッチを設置している。これは名鉄線内において車内を巡回する車掌が任意の車両においてドア扱いを行うために設置されていたが、同社の駅員無配置駅における出改札自動化（駅集中管理システム）の進展により、運用線区全線において原則的に車内改札を省略するようになったことから、豊田線区間での車内巡回以外では使用されていない。
運用開始時は発車予告ベルが用いられていたが、後に発車予告ブザーに交換された。その関係上、他形式とはブザー音が異なる。

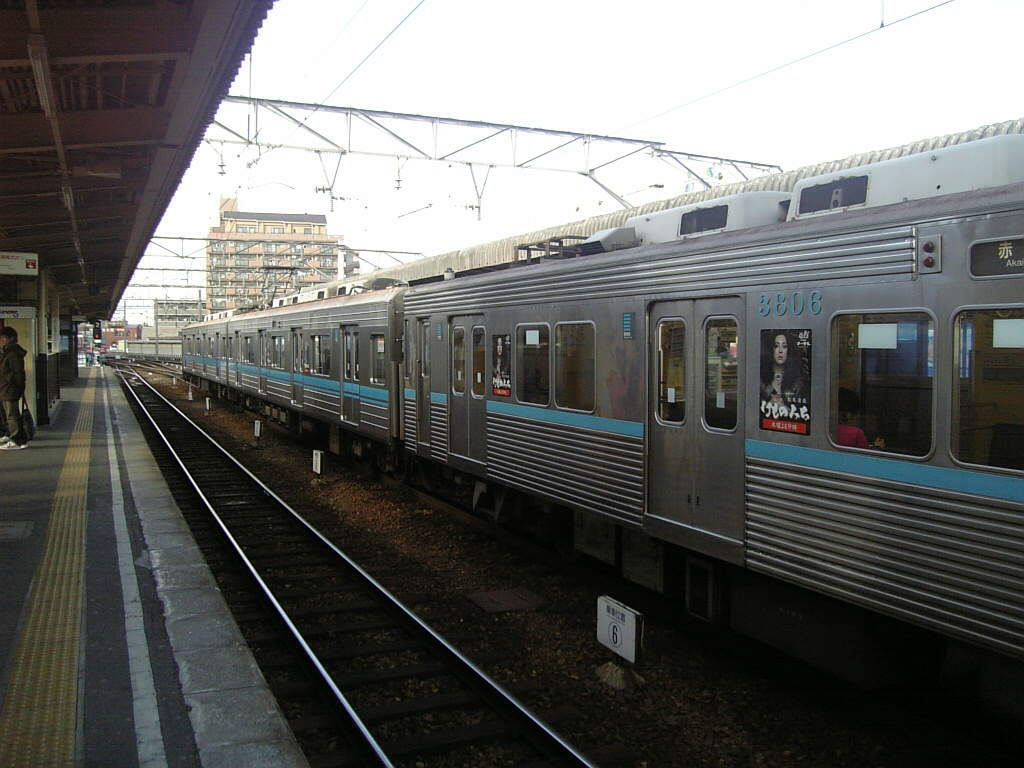
新造の3050形（3159編成）に組み込まれた2両
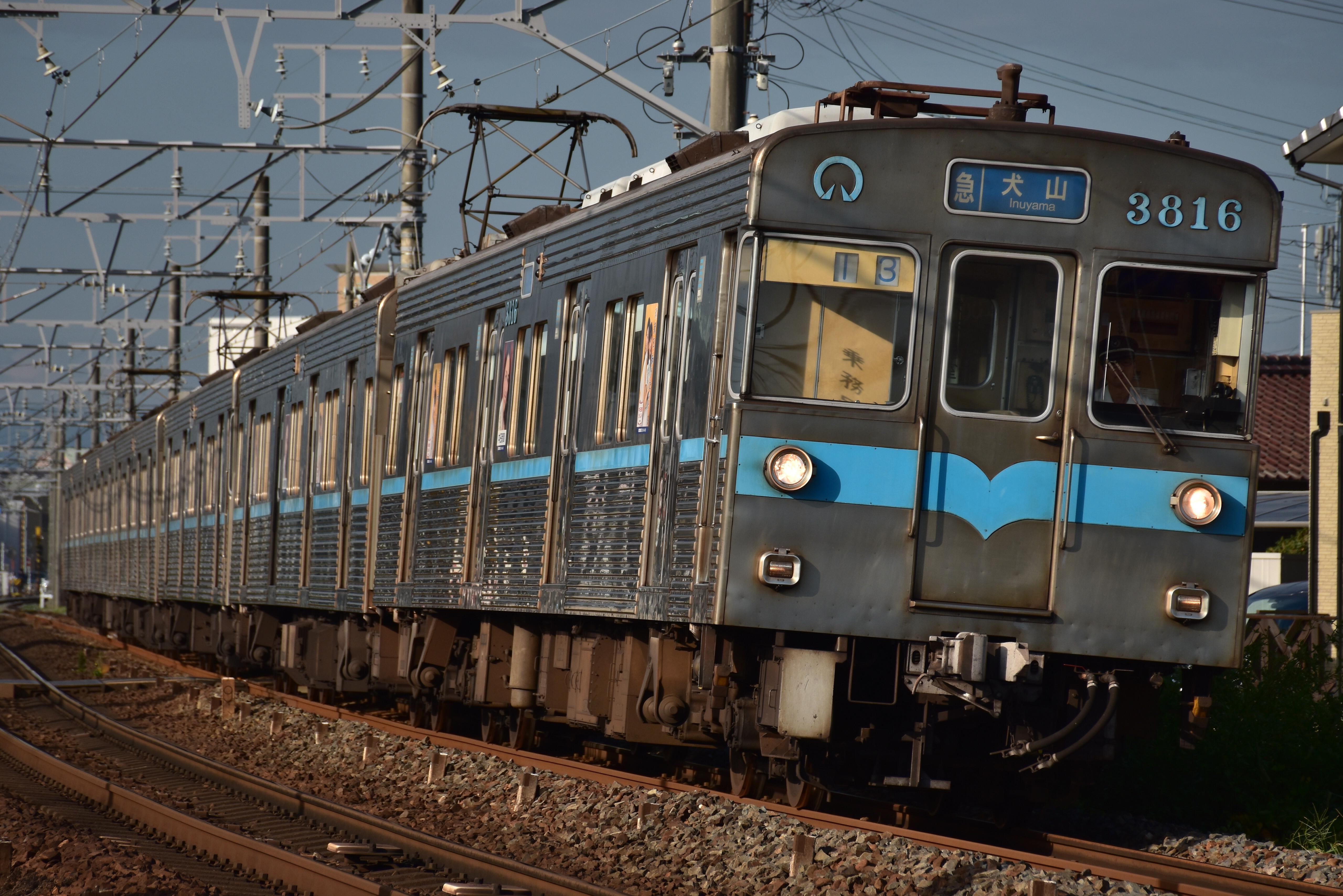
朝ラッシュ時の犬山線内で一部急行運用に就く3000形

## 編成

### 登場時
|          | ← 豊田市・赤池上小田井 → |      |      |      |
| 形式     | 3100                     | 3200 | 3700 | 3800 |
| 区分     | Mc1                      | M2   | M1   | Mc2  |
| 車両番号 | 3101                     | 3201 | 3701 | 3801 |
| 車両番号 | ：                       | ：   | ：   | ：   |
| 車両番号 | 3123                     | 3223 | 3723 | 3823 |

### 6両編成化後
3100形と3200形を4両の中間に組み込んだパターン
|          | ← 豊田市・赤池上小田井・犬山 → |      |       |      |      |      |
| 形式     | 3100                           | 3200 | 3100A | 3200 | 3700 | 3800 |
| 区分     | Mc1                            | M2   | M1    | M2   | M1   | Mc2  |
| 車両番号 | 3101                           | 3201 | 3104  | 3204 | 3701 | 3801 |
| 車両番号 | 3107                           | 3207 | 3105  | 3205 | 3707 | 3807 |
| 車両番号 | 3111                           | 3211 | 3103  | 3203 | 3711 | 3811 |
| 車両番号 | 3112                           | 3212 | 3106  | 3206 | 3712 | 3812 |
| 車両番号 | 3113                           | 3213 | 3109  | 3209 | 3713 | 3813 |
| 車両番号 | 3114                           | 3214 | 3119  | 3219 | 3714 | 3814 |
| 車両番号 | 3118                           | 3218 | 3117  | 3217 | 3718 | 3818 |
| 車両番号 | 3122                           | 3222 | 3121  | 3221 | 3722 | 3822 |

3700形と3800形を4両の中間に組み込んだパターン
|          | ← 豊田市・赤池上小田井・犬山 → |      |      |       |      |      |
| 形式     | 3100                           | 3200 | 3700 | 3800A | 3700 | 3800 |
| 区分     | Mc1                            | M2   | M1   | M2    | M1   | Mc2  |
| 車両番号 | 3102                           | 3202 | 3703 | 3803  | 3702 | 3802 |
| 車両番号 | 3108                           | 3208 | 3705 | 3805  | 3708 | 3808 |
| 車両番号 | 3110                           | 3210 | 3704 | 3804  | 3710 | 3810 |
| 車両番号 | 3115                           | 3215 | 3709 | 3809  | 3715 | 3815 |
| 車両番号 | 3116                           | 3216 | 3717 | 3817  | 3716 | 3816 |
| 車両番号 | 3120                           | 3220 | 3719 | 3819  | 3720 | 3820 |
| 車両番号 | 3123                           | 3223 | 3721 | 3821  | 3723 | 3823 |

3159編成
|          | ← 豊田市・赤池上小田井・犬山 → | ← 豊田市・赤池上小田井・犬山 → | ← 豊田市・赤池上小田井・犬山 → | ← 豊田市・赤池上小田井・犬山 → | ← 豊田市・赤池上小田井・犬山 → | ← 豊田市・赤池上小田井・犬山 → | 備考    |
| 形式     | 3150                           | 3250                           | 3700                           | 3800A                          | 3750                           | 3850                           | 備考    |
| 区分     | Mc                             | T                              | M1                             | M2                             | M                              | Tc                             | 備考    |
| 車両番号 | 3159                           | 3259                           | 3706                           | 3806                           | 3759                           | 3859                           | 中間2両 |

## 廃車
本形式のうち、開業当初から在籍している車両は車齢が約30年を数え、車体と機器類の老朽化が進んでいるため、3050形を再増備の上で、2006年（平成18年）から2010年（平成22年）にかけて順次廃車される計画となった。しかし、交通局の予算の関係上、計画は2011年（平成23年）に延期され、代替で導入する車両についても、新形式であるN3000形に変更された。
N3000形の導入に伴い、2012年（平成24年）以降廃車が進み、2022年（令和4年）4月1日時点では3114編成が残るのみとなった。3114編成も2023年（令和5年）2月9日に定期運用を終了した。